# Høydal
Høydal est une localité du comté de Nordland, en Norvège.

## Géographie
Administrativement, Høydal fait partie de la kommune d'Øksnes.